# 平四郎危機一発
平四郎危機一発（へいしろう　ききいっぱつ ）は、国際放映・TBS・東宝制作で1967年10月7日−1968年3月30日までTBS系列で土曜21時台に放送されていたテレビドラマである。
この項では続編である『新平四郎危機一発』（しん　へいしろう　ききいっぱつ、1969年10月1日−1970年3月25日までTBS水曜20時台に放送）についても記述する。

## 概要
平四郎は花栽培の農園やカフェテリアを経営する青年実業家だが生まれついての探偵マニア。得意の推理と大学時代、フェンシングで鍛えた腕をふるって事件に飛び込んでいく。そして、恋人のリサとロータリーエンジン付きのスポーツカーが平四郎を助けて活躍する。
正しいタイトルは『平四郎危機一発』であり、「平四郎危機一髪」は誤記である。
当初、主演は石坂浩二であったが、第8話で病気のため降板、第9話以降はレギュラー陣を総入れ替え、主演は宝田明に交代。
続編の『新平四郎－』においても宝田の続投であったが、怪我により第14話で降板。以降は一部レギュラー陣を入れ替え、平四郎役は浜畑賢吉がつとめた。
続編の宝田明主演部分においては横尾忠則がバーのマスター役でレギュラー出演している。
近年、CSのチャンネルNECO、ホームドラマチャンネルで放映実績がある。

## 放送データ

### 平四郎危機一発
- 放送期間：1967年10月7日～1968年3月30日
- 放送時間：毎週土曜日21:00～21:56
- 放送回数：26話
- モノクロ作品

### 新平四郎危機一発
- 放送期間:1969年10月1日～1970年3月25日
- 放送時間:毎週水曜日20:00～20:56
- 放送回数:25話
- カラー作品

## 出演者
便宜上、「石坂版」「宝田版」「浜畑版」に分けて記述する。

### 平四郎危機一発
- 石坂版（第8話まで）
  - 九条平四郎：石坂浩二
  - リサ：大川栄子
  - 百合子（リサの姉）：田中紀久子
  - 佐藤明：広町富雄
  - 泉川警部（リサの伯父）：花柳喜章
  - 南廣
- 宝田版（第9話以降）
  - 九条平四郎：宝田明
  - 小栗秀子：夏圭子
  - 北沢由美：進千賀子
  - 団甚五郎：矢吹渡
  - 佐川清二：砂塚秀夫
  - 山田正一：小柳徹
  - 加藤警部：土屋嘉男

### 新平四郎危機一発
- 宝田版（第14話まで）
  - 九条平四郎：宝田明
  - ナナ：小山ルミ
  - 一二三：奈美悦子
  - 川口恒
  - 大八：河原崎長一郎
  - 睦警部：菅原謙次
  - 北小路：横尾忠則
  - 間一平：千葉治郎
- 浜畑版（第15話以降）
  - 九条平四郎：浜畑賢吉
  - ナナ：小山ルミ
  - 間一平：千葉治郎
  - 睦警部：菅原謙次
  - 野川由美子
  - 直治：郷鍈治
  - 春子：四方晴美
  - 野田警部：細川俊夫
  - ジュン：夏純子

## 放映リスト

### 平四郎危機一発
| 回数 | 放送日        | サブタイトル         | 脚本                  | 演出       | ゲスト                                                                 |
| ---- | ------------- | -------------------- | --------------------- | ---------- | ---------------------------------------------------------------------- |
| 1    | 1967年10月7日 | 死体は夜飛ぶ         | 大和久守正            | 内川清一郎 | 村松英子、白木マリ                                                     |
| 2    | 10月14日      | 水中の決闘           | 大和久守正            | 内川清一郎 | 根上淳、堀越節子、ミッキー安川                                         |
| 3    | 10月21日      | 恐怖の札束           | 大和久守正            | 内川清一郎 | 益田喜頓、葉山葉子、大森暁美                                           |
| 4    | 10月28日      | カーネーションの謎   | 下飯坂菊馬            | 鈴木英夫   | 滝瑛子、御木本伸介、勝又道子、稲垣昭三                                 |
| 5    | 11月4日       | アフロディーテを消せ | 菅沼定憲              | 上島義男   | 笹森みち子、清水元                                                     |
| 6    | 11月11日      | 二つの顔             | 長谷川公之            | 鈴木英夫   | 吉村実子、山本耕一、藤田佳子、佐々木孝丸                               |
| 7    | 11月18日      | その窓はどれだ･･･    | 加瀬高之 播磨幸治     | 香取雍史   | 梓英子、山形勲、中村雅子、内藤武敏                                     |
| 8    | 11月25日      | 野郎たちとホトケ     | 大和久守正 井上博     | 中平康     | 香山ユリ、犬塚弘、石橋エータロー、木田三千雄、小松方正                 |
| 9    | 12月2日       | 拾った女             | 福田純                | 鈴木英夫   | 三田佳子、二本柳寛、小沢重雄                                           |
| 10   | 12月9日       | 白い炎               | 加瀬高之              | 杉江敏男   | 堀井永子、松本めぐみ、愛京子、佐原健二                                 |
| 11   | 12月16日      | 燃えた記憶           | 下飯坂菊馬 播磨幸治   | 吉野安雄   | 弓恵子、高英男、中村哲                                                 |
| 12   | 12月23日      | 殺しのカルテ         | 福田純                | 杉江敏男   | 大原麗子、藤木孝、堺左千夫、高田稔                                     |
| 13   | 12月30日      | 消えた令嬢           | 長谷川公之 山根優一郎 | 井上博     | 霧立はるみ、田崎潤、柳生博                                             |
| 14   | 1968年1月6日  | 黒い電波             | 大津皓一              | 鈴木英夫   | 井上孝雄、青木義朗、吉行和子、加藤嘉                                   |
| 15   | 1月13日       | いたずら天使         | 中島丈博              | 吉野安雄   | 北川美佳、浦辺粂子、玉川良一、ロナルド・バウスデル                     |
| 16   | 1月20日       | 七人の容疑者         | 下飯坂菊馬            | 吉野安雄   | 山本學、椎名勝己、稲野和子、真山知子、宮崎信忠                         |
| 17   | 1月27日       | 逃げながら追え!      | 光畑碩郎              | 鈴木英夫   | 服部マリ、楠田薫、高木二郎、久富惟晴                                   |
| 18   | 2月3日        | 欲望のメダル         | 山根優一郎            | 杉江敏男   | 梓英子、竜崎一郎、大村文武、ハロルド・コンウェイ                       |
| 19   | 2月10日       | 俺は誰だ!            | 馬場当                | 吉野安雄   | 城野ゆき、高須賀夫至子、倉田爽平                                       |
| 20   | 2月17日       | 地獄への逃亡         | 加瀬高之              | 鈴木英夫   | 田島和子、戸浦六宏、天野新士                                           |
| 21   | 2月24日       | ダイヤルで探せ!      | 吉松安五郎 加瀬高之   | 杉江敏男   | 真理アンヌ、田島義文                                                   |
| 22   | 3月2日        | 悪党のメロディ       | 福田純 松本正志       | 福田純     | 寺島達夫、左時枝、高品格、浅沼創一                                     |
| 23   | 3月9日        | 真黒い炎             | 福田純                | 勝俣真喜治 | 高津住男、八木昌子、杉山操、内田朝雄、氏家慎子                         |
| 24   | 3月16日       | 邪魔者は消せ!!       | 西条道彦              | 上野英隆   | 前田美波里、金内吉男                                                   |
| 25   | 3月23日       | 俺を洗え!            | 福田純                | 杉江敏男   | 高木二郎、三原有美子、杉田康、浅見比呂志                               |
| 26   | 3月30日       | 脅迫者を追え         | 加瀬高之              | 鈴木英夫   | 北沢彪、東恵美子、加藤和恵、松本染升、幸田宗丸、阪脩、渡辺高光、平田守 |

### 新平四郎危機一発
| 回数 | 放送日        | サブタイトル           | 脚本                | 演出       | ゲスト                                                                     |
| ---- | ------------- | ---------------------- | ------------------- | ---------- | -------------------------------------------------------------------------- |
| 1    | 1969年10月1日 | りゃくだつのカーニバル | 瀬川昌治            | 瀬川昌治   | 江原真二郎、コント55号、フランキー堺                                       |
| 2    | 10月8日       | 殺しの花は赤い         | 大川久男 瀬川昌治   | 瀬川昌治   | 杉本エマ、草野大悟                                                         |
| 3    | 10月15日      | ハイヒールに手を出すな | 加瀬高之            | 上野英隆   | 佐原健二、二本柳寛、戸浦六宏、清川新吾、石原佑利子                         |
| 4    | 10月22日      | 夢は凍っていた         | 下飯坂菊馬 加瀬高之 | 土屋啓之助 | 北川めぐみ、原田清人、高橋昌也、田村奈巳、ビリーバンバン、野口ふみえ       |
| 5    | 10月29日      | 私が見たと鳥がいう     | 加瀬高之            | 長野卓     | 沼田曜一、勝部演之、三好美智子、水垣洋子                                   |
| 6    | 11月5日       | まぼろしの女           | 下飯坂菊馬          | 下村堯二   | 富川澈夫、石井くに子、瞳麗子、芹昌郎、江見俊太郎、カルメン・マキ           |
| 7    | 11月12日      | ばらが泣いている       | 津田幸夫            | 乙武英樹   | 西城正三、真山知子、城所英夫、中田博久、赤座美代子、夏純子、郷鍈治         |
| 8    | 11月19日      | 白昼の死角             | 津田幸夫            | 板谷紀之   | 美波節子、高須賀夫至子、柳渉、神田隆、椎名勝巳、鮎川浩                     |
| 9    | 11月26日      | リングで殺せ           | 下飯坂菊馬          | 下村堯二   | 吉田潔、杉狂児、森山加代子、田武謙三、牧のり子、中台祥浩、嵯峨善兵         |
| 10   | 12月3日       | 海に真赤な男の血       | 馬場当              | 長野卓     | 西尾三枝子、潮万太郎、前田吟、澤村宗之助、津野哲郎                         |
| 11   | 12月10日      | 邪魔者は殺せ           | 藤川洋一            | 吉野安雄   | 松本めぐみ、白石奈緒美、金内吉男、中尾彬、七瀬真紀                         |
| 12   | 12月17日      | 皆殺しのバラード       | 加瀬高之            | 吉野安雄   | 有川由紀、堀井永子、藤田尚子、金子勝美、森山周一郎、山崎猛、小沢直平       |
| 13   | 12月24日      | 病める麦               | 下飯坂菊馬          | 下村堯二   | 池田秀一、仲谷昇、関弘子、嘉手納清美、松原マモル                           |
| 14   | 1970年1月7日  | 足のある幽霊           | 下飯坂菊馬          |            | 榊ひろみ、花沢徳衛、山本耕一                                               |
| 15   | 1月14日       | 殺し屋が帰って来た     | 加瀬高之            | 吉野安雄   | 葉山葉子、田崎潤、高角宏暁、永山一夫                                       |
| 16   | 1月21日       | 顔の無い招待状         | 馬場当              | 長野卓     | 桂麻紀、北竜二、滝田裕介、竜めり子、高津住男、楠侑子                       |
| 17   | 1月28日       | 愛と悲しみの町         | 田代淳二            | 長野卓     | 鹿内孝、草野大悟、杉山俊夫、相原巨典、松本染升                             |
| 18   | 2月4日        | 黒い逃亡者             | 加瀬高之            | 上野英隆   | 長内美那子、山形勲、早川保、江見俊太郎、柳谷寛、原勉                       |
| 19   | 2月11日       | 地獄への逃亡           | 大川久男 瀬川昌治   | 吉野安雄   | 赤座美代子、北川美佳、松川勉、田口計                                       |
| 20   | 2月18日       | 殺人者の横顔           | 田代淳二            | 長野卓     | 長谷川哲夫、河村有紀、河原崎建三、真木沙織、田中力、石橋蓮司、美波節子     |
| 21   | 2月25日       | 悪魔のコレクション     | 馬場当              | 六鹿英雄   | 清水綋治、小西まち子、萩生田千津子、田中三津子、野口ふみえ                 |
| 22   | 3月4日        | 女子大生殺人事件       | 下飯坂菊馬          | 吉野安雄   | 北林早苗、倉野章子、荘司洋子、吉岡ゆう、畑恵子                             |
| 23   | 3月11日       | 魔性の海               | 加瀬高之            | 上野英隆   | 川口晶、宇佐美淳也、富田仲次郎、野上千鶴子、横森久、浅見比呂志、三好美智子 |
| 24   | 3月18日       | 消えたダイヤ           | 馬場当              | 長野卓     | 加藤武、高木武彦、トリオ・スカイライン                                     |
| 25   | 3月25日       | 身代り                 | 大川久男 下飯坂菊馬 | 吉野安雄   | 横内正、堀井永子、河原崎次郎                                               |